# Brachypronomaea marchemarchadi
Brachypronomaea marchemarchadi is een keversoort uit de familie van de kortschildkevers (Staphylinidae). De wetenschappelijke naam van de soort is voor het eerst geldig gepubliceerd in 1959 door Jarrige.